# I Jesu namn vi samlas här
I Jesu namn vi samlas här är en psalm med text skriven 1893 av Anders Gustaf Lindqvist och musik skriven 1872 av August Östlund.

## Publicerad i
- Segertoner 1988 som nr 405 under rubriken "Den kristna gemenskapen - Nattvarden".[1]